# The Story of Esther Costello
The Story of Esther Costello is een film uit 1957 onder regie van David Miller. De film is gebaseerd op een verhaal van Nicholas Monsarrat en gaat over een 18-jarig meisje dat doofstom en blind is sinds een ongeluk waarbij haar moeder omkwam. Een oude dorpsgenoot wordt aangewezen om haar te onderwijzen en eventueel te genezen. De film werd genomineerd voor een Golden Globe.

## Rolverdeling
| Acteur         | Personage       |
| -------------- | --------------- |
| Joan Crawford  | Margaret Landi  |
| Heather Sears  | Esther Costello |
| Rossano Brazzi | Carlo Landi     |
| Lee Patterson  | Harry Grant     |
| Sid James      | Ryan            |